# Пројекат Менхетн
Пројекат „Менхетн“ (енгл. The Manhattan Project) представљао је рад научника из САД, УК и Канаде на развијању и прављењу нуклеарног оружја за време Другог светског рата.  Пројекат су финансирале и надгледале владе споменутих држава.
Вође пројекта су били генерал Лесли Гроувс и амерички физичар Роберт Опенхајмер.
Од 1942. до 1946. године пројекат је био под надзором Инжењерског корпуса америчке војске. (U.S. Army Corps of Engineers).
Пројекат се показао успешним на чувеном Тринити тесту, 16. јула 1945. године, тј. детонацијом код града Аламогордо у Новом Мексику.
На пројекту „Менхетн“ је ангажовано око 130.000 људи. Коштао је око 2 милијарде америчких долара. Започет је још 1939. године на иницијативу тадашњих водећих научника који су наводно сумњали да нацисти већ развијају нуклеарно оружје.

## Рана истраживања САД и УК
Многе научнике је заокупила идеја o прављењу нуклеарног оружја али су многи били и забринути.
Нилс Бор и Џон Вилер су открили изотоп уранијум-235. За то време у САД тројица мађарских физичара јеврејског порекла — Лео Силард, Едвард Телер и Јуџин Вигнер — су веровала да Нацистичка Немачка може да искористи енергију нуклеарне фисије за прављење нуклеарне бомбе. Адолф Хитлер у Немачкој је образовао тим задужен за израду нуклеарног оружја. На чело тима постављен је Вернер Хајзенберг и његова улога је доста спорна, пошто је он касније упорно тврдио да је, у ствари, саботирао истраживања и прављење нуклеарног оружја.
Политички маргинализован, физичар Алберт Ајнштајн се одлучио да напише писмо америчком председнику Френклину Рузвелту. У то време, Ајнштајн је био најпознатији физичар и његово писмо је имало велики утицај на Рузвелта. Заправо, писмо су заједно написали Ајнштајн и Силард и послали га 2. августа 1939. године. У њему су изнели страховања да Немци развијају нуклеарно оружје које би могли искористити против савезничких снага.
Месец дана касније Рузвелт је основао Уранијум комитет. Енрико Ферми на Универзитету Колумбија је направио први реактор у децембру 1942. године. У марту 1940. године у Бирмингему у Уједињеном Краљевству Ото Фриш и Рудолф Пајерлс су израчунали да за прављење атомске бомбе треба неколико килограма уранијум-235.

## Развој програма
Током пролећа Роберт Опенхајмер и Роберт Сербер са Универзитета у Илиноису радили су на проблему дифузије неутрона (како се неутрони крећу у ланчаној реакцији) и хидродинамици (описивање експлозије настале ланчаном реакцијом).
Ханс Бете, Џон Ван Влек, Едвард Телер, Феликс Блох, Емил Конопински, Роберт Сербер, Стенли Френкел, Елдред Нелсон потврдили су да је остварљиво направити фисиону бомбу.
Међутим, они нису познавали све особине чистог уранијума-235 као што су знали особине плутонијума. Плутонијум је тада био новооткривени елемент (откривен је у фебруару 1941. године).

## Делови пројекта
Тако велики пројекат био је подељен на три тајна научна града: Лос Аламос у Новом Мексику, Оук Риџ и Хенфорд.
Национална лабораторија у Лос Аламосу изграђена је на месту где је раније била пољопривредна школа „Лос Аламос“. Лос Аламос је био у плану за завршетак пројекта.
Постројење у Оук Риџу је заузимало више од 243 km2 и простирало се на неколико фарми у Тенесију. Коликим велом тајне је све то било покривено говори чињеница да нисам гувернер није знао за постројење. Постројење је трошило једну седмину укупне производње електричне енергије САД у то време, много више него сам Њујорк. У Оук Риџу се производио уранијум-235.
Хенфорд је заузимао површину од скоро 2.600 km² и у њему се производио плутонијум.
Сви делови пројекта су били под велом тајне до завршетка Другог светског рата.
Пројекат је обухватао следеће делове и подделове:
- Део В (W) у Хенфорду за производњу плутонијума.
- Део Икс (X) у Оук Риџу за производњу уранијума и истраживања производње плутонијума. Део Икс је такође укључивао:
  - Икс-10 (графитни реактор)
  - Ипсилон-12 (електромагнетно расејање уранијума)
  - K-25 (гасна дифузија)
  - С-50 (топлотна дифузија)
- Део Ипсилон (Y) у Лос Аламосу у којем је била смештена лабораторија за истраживање бомбе
- Металургијска лабораторија у Чикагу за развој реактора
- Пројекат „Алберта“
- Пројекат „Ејмс“
- Пројекат „Камел“
- Пројекат „Тринити“
- Радијациона лабораторија у Берклију

## Уранијумска бомба
Бомба која је бачена на Хирошиму добила је назив „Малиша“ (Little Boy) и направљена је од уранијумовог изотопа уранијум-235.
Током пројекта развијена су два начина издвајања уранијума-235 из чистог уранијума. Иначе, овај изотоп чини само 0,7% уранијума, док осталих 99,3% чини изотоп уранијум-238.
Прва метода је била гасна дифузија а друга електромагнетно издвајање изотопа.
Уранијумска бомба тада направљена спада у тип фисионе бомбе „пиштољ“. Прва маса уранијума-235 је представљала метак и била испаљивана кроз цев ка другој маси истог изотопа брзо правећи критичну масу што је доводило до велике експлозије.

## Плутонијумска бомба
Плутонијумска бомба је коришћена за први тест (Тринити тест). Исти тип бомбе је бачен на Нагасаки, за разлику од уранијумске бомбе, њен назив је био „Дебељко“ (Fat Man) и направљена је од плутонијумовог изотопа плутонијум-239.
Први тестови са плутонијумом су вршени у циклотрону који је чист у само малим количинама.

## Слични покушаји
Сличних покушаја за израду нуклеарног оружја било је у СССР а пројекат је предводио Игор Курчатов.
Покушаји су вршени и у Великој Британији и Канади, али су се касније Квебешким уговором научници са тих пројеката прикључили пројекту „Менхетн“.
На супротној страни Вернер Хајзенберг је предводио немачки тим, али је пред крај рата Хитлер изгубио занимање за ово оружје и пројекат је угашен. Покушаја је било и у Јапану али са малим успехом.

## После Менхетна
Завршетком пројекта „Менхетн“, започиње атомско доба које и данас траје. Пројекат Менхетн је био први највећи и строго тајан. На њему су тада радили водећи научници са почетка 20. века али се појавила и „млада крв“ тј. студенти и млади истраживачи (нпр. Ричард Фајнман) који ће наследити старије научнике и заменити их.
Доказ о поседовању нуклеарног наоружања Америку је сврставао у водећу силу све док СССР није тестирао прву фисиону бомбу. Трка настала око нуклеарног наоружања касније је постала један од узрока Хладног рата између СССР и САД.
Једна од водећих фигура, Роберт Опенхајмер, касније је оптужен за сарадњу са комунистима због својих филозофских погледа. Педесетих година у Женеви је одржана једна од првих научних конференција за коришћење нуклеарних истраживања у мирнодопске сврхе са слоганом:
Атоми за мир, енергија за све!
Конференцију су предводили неки од главних научника у пројекту „Менхетн“ (Нилс Бор, Алберт Ајнштајн и други).